# Santa Luzia do Itanhy
Santa Luzia do Itanhy este un oraș în Sergipe (SE), Brazilia.